# Ніколае Іонеску
Ніколае Іонеску (рум. Nicolae Ionescu; 1820, Браду, повіт Нямц — 24 січня 1905, Браду) — румунський політик, юрист і публіцист, брат агронома Йона Іонеску де ла Бред. Він був лідером вільної і незалежної фракції, що відбував кілька термінів у Палаті і Сенаті, найчастіше як представник римської округи, і йому допомагали створити кілька ліберальних коаліцій у 1860-х і 70-х роках. Його кар'єра досягла максимуму лише до Румунської війни за незалежність, коли він був міністром закордонних справ у кабінеті Йона Братіану. Іонеску закінчив політичну кар'єру у Національно ліберальної партії. Професор права і ректор Ясського університету, він також був одним із членів-засновників Румунської академії.